# Dzień Wyzwolenia Afryki
Dzień Wyzwolenia Afryki (ang. African Liberation Day) – doroczne święto obchodzone od roku 1968 w dniu 25 maja z inicjatywy Organizacji Jedności Afrykańskiej (od 2002 Unia Afrykańska).

## Historia
15 maja 1958 r. w Akrze, stolicy Ghany, przywódcy niepodległych wówczas krajów afrykańskich i aktywiści polityczni zorganizowali pierwszą Konferencję Niepodległych Krajów Afryki. Uczestniczyli w niej przedstawiciele rządów Etiopii, Ghany, Liberii, Libii, Maroka, Sudanu, Tunezji, Zjednoczonej Republiki Arabskiej (wówczas federacji Egiptu i Syrii), a także przedstawiciele algierskiego Frontu Wyzwolenia Narodowego (Front de libération nationale – FLN) oraz kameruńskiego Związku Ludów Kamerunu (Union des populations du Cameroun – UPC). Była to pierwsza panafrykańska konferencja, która odbyła się na kontynencie afrykańskim. 
Konferencja wezwała do ustanowienia Dnia Wolności Afryki (ang. African Freedom Day), obchodzonego w rocznicę tej konferencji 15 maja, aby dzień ten "co roku podkreślił dokonujący się postęp ruchu wyzwoleńczego i symbolizował zdecydowanie ludów Afryki, by uwolnić się spod obcej dominacji i eksploatacji".
Pięć lat po pierwszej Konferencji Niepodległych Krajów Afryki odbyło się w stolicy Etiopii, Addis Abebie, kolejne historyczne spotkanie. 25 maja 1963 r. przywódcy 30. z 32. niepodległych krajów afrykańskich zjechali się, aby powołać Organizację Jedności Afrykańskiej. Do tej pory ponad 2/3 kontynentu uzyskało niezależność od rządów kolonialnych. Na tym historycznym spotkaniu data obchodów została przesunięta z 15. na 25 maja, a nazwę zmieniono na Dzień Wyzwolenia Afryki (African Liberation Day).
W tym samym dniu obchodzony jest Dzień Afryki.

## Tydzień solidarności w ONZ
25 maja rozpoczyna się Tydzień Solidarności z Ludami Zamieszkującymi Niesamorządne Terytoria, ustanowiony 6 grudnia 1999 roku (rezolucją 54/91) przez Zgromadzenie Ogólne ONZ. Poprzedni Tydzień, ustanowiony w 1972 roku, obchodzony był jako Tydzień Solidarności z Walczącymi o Wolność, Niepodległość i Równe Prawa Kolonialnymi Ludami Południowej Afryki, Gwinei Bissau i Wysp Zielonego Przylądka i rozpoczynał się również 25 maja, czyli w Dniu Wyzwolenia Afryki.